# Монтел Вонтевиус Портер
Хасан Хамин Ассад (англ. Hassan Hamin Assad; имя при рождении Элвин Антонио Берк-младший (англ. Alvin Antonio Burke Jr.); род. 28 октября 1973 года) — американский рестлер и рэпер, известный под именем Монте́л Вонте́виус По́ртер (англ. Montel Vontavious Porter, MVP). В настоящее время он выступает в All Elite Wrestling (AEW).
Также известен выступлениями в Total Nonstop Action Wrestling и New Japan Pro-Wrestling (NJPW). Он является двукратным чемпионом Соединённых Штатов WWE, командным чемпионом WWE (с Мэттом Харди), и первым в истории интерконтинентальным чемпионом IWGP.

## Ранняя жизнь
Элвин Антонио Берк-младший родился 28 октября 1973 года в районе Либерти-Сити в Майами, Флорида. Он вырос в Опа-Локке, Флорида. Его отец был офицером полиции. Он вступил в банду в 12 лет, описав ее как «банду граффити», которая позже превратилась в уличную банду. Он провел шесть месяцев в центре для несовершеннолетних после ограбления. Позже он отбыл 9,5 из 18,5 лет тюремного заключения за вооруженное ограбление и похищение, которое он совершил в возрасте 16 лет. Во время заключения он принял ислам и сменил имя на Хасан Хамин Ассад, хотя сейчас он атеист. Из-за его прошлой судимости его визиты в другие страны в рамках международных туров подлежат получению разрешений и проверке на предмет недавнего поведения.

## Карьера в рестлинге

### Ранняя карьера (2002—2005)
Ассад пришел в рестлинг благодаря помощи офицера исправительной колонии, который также работал рестлером в независимых компаниях. После обучения у бывших рестлеров Соулмена Алекса Джи и Нормана Смайли, Ассад дебютировал в рестлинге в 2002 году. Под именем Антонио Бэнкс он выступал в различных компаниях, включая Full Impact Pro (FIP) и Future of Wrestling (FOW), где вместе с Карателем выиграл титул командных чемпионов. Во время своего пребывания в FIP он боролся с Хомисайдом за звание чемпиона мира в тяжелом весе на шоу Ring of Honor Do or Die IV 19 февраля 2005 года, но не выиграл титул. Он также периодически появлялся в Total Nonstop Action Wrestling (TNA). 20 апреля 2003 года он участвовал в эпизоде TNA Xplosion. Он снова появился в TNA в эпизоде Impact! от 6 августа 2004 года с Сэлом Ринауро, проиграв America’s Most Wanted. В 2005 году он также выступал за Coastal Championship Wrestling (CCW) и Elite Wrestling Entertainment, соревнуясь с такими рестлерами, как Джерри Линн и Ди’Ло Браун. 20 августа 2005 года в CCW он выиграл титул чемпиона в тяжелом весе, победив Блэкхарта и Бруно Сасси в трехстороннем матче.

### World Wrestling Entertainment (2005—2010)
В 2005 году подписал контракт с WWE и был отправлен в подразделение WWE Deep South Wrestling (DSW) в Макдонах, Джорджия.
В 2006 году состоялся дебют Бёрка в WWE на арене бренда SmackDown!. В 2007 году он завоевал свой первый титул в WWE — титул Чемпиона США WWE. Этот титул Бёрк удерживал дольше всех с тех пор, как титул перешёл во владение WWE в 2001 году, а также третьим за всю историю существования титула. В этом же году Бёрк вместе с Мэттом Харди завоевал титул Командного чемпиона WWE. Свой второй титул Чемпиона США WWE Бёрк завоевал 17 марта 2009 года. Участвовал во втором сезоне WWE NXT как профи Перси Уотсона.
3 декабря 2010 года уволен из WWE по собственной просьбе.

### New Japan Pro-Wrestling (2011—2013)
В 2011 году Ассад подписал однолетний контракт с New Japan Pro-Wrestling, дебютировав в пурорэсу. TMZ сообщил, что судимость Ассада затруднила получение визы, но что он дебютирует в феврале. Поскольку WWE владеет правами на имя Монтел Вонтавиус Портер, но не MVP, Ассад мог продолжать работать под сокращенным именем. По сюжету MVP был приглашен в промоушен Носавой Ронгаи, который хотел, чтобы он присоединился к хильской группировке Kojima-gun, возглавляемому Сатоши Кодзимой. В своем дебютном матче за промоушен 20 февраля на The New Beginning, MVP в команде с членом Kojima-gun Тайчи победил Тоги Макабе и Томоаки Хонму в командном матче, заставив Хонму сдаться.

### Возвращение в WWE (2018—н.в.)
22 января 2018 года MVP появился на юбилейном эпизоде Raw в качестве приглашенной легенды в покерном сегменте с участием APA (Брэдшоу и Рон Симмонс) и Теда Дибиаси. Это было его первое появление в WWE за последние восемь лет. 26 января 2020 года, на шоу Royal Rumble, MVP вернулся в качестве неожиданного участника матча «Королевская битва», где он был быстро устранен Броком Леснаром; это было первое появление MVP на ринге WWE за 10 лет. На следующий вечер на Raw у MVP был матч с Реем Мистерио, который он проиграл.

## Личная жизнь
В августе 2007 года у Ассада диагностировали синдром Вольфа-Паркинсона-Уайта — редкое заболевание, вызывающее учащённое сердцебиение.
У Ассада большое количество татуировок, включая портрет Малкольма Икс на левой верхней части груди, саркофаг Тутанхамона на левом бицепсе, а также большое количество непрофессиональных наколок, сделанных в то время, когда он был в банде.
Ассад заявил, что в детстве он был фанатом видеоигр, и что финишный маневр, который он использовал на независимой сцене, «Злое намерение», был вдохновлен похожим приемом Эдди Горду из серии игр Tekken. С 13 лет Бёрк болеет за команду «Манчестер Юнайтед», а его любимый игрок — Эрик Кантона.
Ассад практикует бразильское джиу-джитсу, в котором он получил пурпурный пояс после того, как выиграл золотую медаль на открытом чемпионате Хьюстона в дивизионе ультратяжелого веса Мастерс 3. Он также выиграл золото в открытом дивизионе на Открытом чемпионате Хьюстона. В декабре 2020 года он завоевал золотую медаль на чемпионате мира IBJJF среди мастеров в категории «Мастерс 4/Мужчины/Пурпурный/Ультратяжелый» и был повышен до коричневого пояса.

## Титулы и награды
- Coastal Championship Wrestling
  - Чемпион CCW в тяжёлом весе (1 раз)[25]
- Future of Wrestling
  - Командный чемпион FOW (1 раз) — с Карателем[26]
- New Japan Pro Wrestling
  - Интерконтинентальный чемпион IWGP (1 раз)
- Pro Wrestling Illustrated
  - PWI ставит его под № 23 в списке 500 лучших рестлеров 2008 года[27]
- World Wrestling Entertainment
  - Командный чемпион WWE (1 раз) — с Мэттом Харди[28]
  - Чемпион Соединённых Штатов WWE (2 раза)[29][30]
- Wrestling Observer Newsletter
  - Лучший прогресс (2007)[31]
  - Самый недооцененный (2008)[31]